# Grammy Awards 2012
Am 12. Februar 2012 wurden im Staples Center von Los Angeles die Grammy Awards 2012 verliehen. Zum 54. Mal gingen die Grammys, die wichtigsten US-amerikanischen Musikpreise, an Interpreten und Musikschaffende. Zwischen dem 1. September 2010 und dem 30. September 2011 wurde veröffentlicht, was bei der Veranstaltung Anfang 2012 ausgezeichnet und gewürdigt wurde.
Nachdem zuvor die Zahl der Auszeichnungen Jahr um Jahr angewachsen war, wurde zum ersten Mal in der Geschichte des Musikpreises die Kategorien deutlich zusammengestrichen und zusammengefasst. Aus 108 Trophäen im Vorjahr wurden so nur noch 78 goldene Grammophone, so viel wie zuletzt 1992. Neben der Zusammenlegung einiger Genres wurde vor allem die Unterscheidung nach männlichen und weiblichen Interpreten, nach freier Zusammenarbeit (Collaborations) und festen Duos und Gruppen sowie nach Gesang und Instrumentals aufgehoben.
Die Grammy-Anwärter wurden beim Grammy Nominations Concert in Los Angeles in der Nacht vom 30. November zum 1. Dezember 2011 bekannt gegeben. Kanye West erhielt dabei mit sieben die meisten Nominierungen, davon sechs in der Kategorie Rap (zweimal war er doppelt nominiert). Adele folgte mit sechs Nominierungen, davon drei in Hauptkategorien. Ebenfalls sechsmal hatten die Foo Fighters eine Chance auf einen Grammy, unter anderem in allen vier Rock-Kategorien. Jeweils fünfmal gehörten Bruno Mars (drei Haupt-, zwei Popkategorien), Lil Wayne (alles im Bereich Rap) und Skrillex (als Newcomer und im Bereich Dance/Electronica) zu den Anwärtern auf eine Auszeichnung. Größte Überraschung war Justin Vernon, der mit seinem Projekt Bon Iver in drei der vier Hauptkategorien nominiert war. Das Lied The Cave von Mumford & Sons wurde viermal genannt, in zwei Haupt- und zwei Rockkategorien.
Überschattet wurde die Verleihung vom überraschenden Tod der mehrfachen Grammy-Gewinnerin Whitney Houston am Vorabend der Veranstaltung. Sie war wegen der Show angereist. Neben der Erinnerung an die R&B-Sängerin in den Ansprachen gab es auch eine musikalische Darbietung zum Gedenken, die von Jennifer Hudson vorgetragen wurde.
Die Gewinnerin des Abends war die britische Sängerin Adele, die Song, Single und Album des Jahres stellte und neben zwei Popkategorien auch noch für das Musikvideo zu Rolling in the Deep ausgezeichnet wurde. Die Foo Fighters gewannen alle vier Auszeichnungen der Kategorie Rock und dazu den zweiten Video-Preis. Rapper Kanye West gewann in seinem Genre ebenfalls alle vier Preise. Der Jazzsänger Tony Bennett erhielt drei Grammys für sein zweites „Duette“-Album. DJ Skrillex nahm ebenfalls drei Grammys aus dem Bereich Dance und als Remixer entgegen. Je zwei Auszeichnungen bekamen CeeLo Green (R&B), Taylor Swift (Country), The Civil Wars (Country/Folk), Chick Corea (Jazz), Kirk Franklin (Gospel) und Bon Iver, der neben dem Alternative-Album die verbleibende Hauptkategorie des besten Newcomers gewann.
Größter Verlierer des Abends war Bruno Mars, der in allen fünf Kategorien, in denen er nominiert war, Adele unterlag. Lil Wayne scheiterte mit allen seinen Rap-Nominierungen an Kanye West. Auch Mumford & Sons zogen viermal den Kürzeren.

## Auftritte
Hauptmoderator des Abends war LL Cool J.

### Gesangsauftritte
| Künstler                                                                       | Lied(er)                                            |
| ------------------------------------------------------------------------------ | --------------------------------------------------- |
| Bruce Springsteen The E Street Band                                            | We Take Care of Our Own                             |
| Bruno Mars                                                                     | Runaway Baby                                        |
| Alicia Keys Bonnie Raitt                                                       | Tribute an Etta James: A Sunday Kind of Love        |
| Chris Brown                                                                    | Turn Up the Music Beautiful People                  |
| Jason Aldean Kelly Clarkson                                                    | Don’t You Wanna Say                                 |
| Foo Fighters                                                                   | Walk                                                |
| Rihanna Coldplay                                                               | We Found Love Princess of China Paradise            |
| Maroon 5 Foster the People The Beach Boys                                      | Surfer Girl Wouldn't It Be Nice Good Vibrations     |
| Paul McCartney Diana Krall Joe Walsh                                           | My Valentine                                        |
| The Civil Wars                                                                 | Barton Hollow                                       |
| Taylor Swift                                                                   | Mean                                                |
| Katy Perry                                                                     | E.T. Part of Me                                     |
| Adele                                                                          | Rolling in the Deep                                 |
| The Band Perry Blake Shelton Glen Campbell                                     | Gentle on My Mind Southern Nights Rhinestone Cowboy |
| Tony Bennett Carrie Underwood                                                  | It Had to Be You                                    |
| Jennifer Hudson                                                                | Tribute an Whitney Houston: I Will Always Love You  |
| Chris Brown David Guetta Lil Wayne Foo Fighters Deadmau5                       | I Can Only Imagine Rope Raise Your Weapon           |
| Nicki Minaj                                                                    | Roman Holiday                                       |
| Paul McCartney Bruce Springsteen Dave Grohl Rusty Anderson Brian Ray Joe Walsh | Golden Slumbers Carry That Weight The End           |

Quelle:

### Laudatoren
- Alicia Keys und Bonnie Raitt — präsentierten Beste Pop-Solodarbietung
- Marc Anthony und Fergie — präsentierten Beste Rap-Darbietung
- Reba McEntire — präsentierte Jason Aldean und Kelly Clarkson
- Jack Black — präsentierte Foo Fighters
- Mario Manningham, Pauley Perrette und Victor Cruz — präsentierten Beste Rock-Darbietung
- Ryan Seacrest — präsentierte Maroon 5, Foster the People und The Beach Boys
- Stevie Wonder — präsentierte Paul McCartney
- Common und Taraji P. Henson — präsentierten Bestes R&B-Album
- Neil Patrick Harris — präsentierte Song des Jahres
- Kate Beckinsale (mit LL Cool J) — präsentierten Katy Perry
- Miranda Lambert und Dierks Bentley — präsentierten Bestes Country-Album
- Gwyneth Paltrow — präsentierte Adele
- Taylor Swift — präsentierte Tribute an Glen Campbell
- Carrie Underwood und Tony Bennett — präsentierten Bester neuer Künstler
- Ahmir „Questlove“ Thompson (mit LL Cool J) — präsentierten Chris Brown, David Guetta, Deadmau5, Foo Fighters und Lil Wayne
- Drake — präsentierte Nicki Minaj
- Lady Antebellum — präsentierten Single des Jahres
- Diana Ross (mit LL Cool J) — präsentierten Album des Jahres
- Ringo Starr

Quelle:

## Hauptkategorien
Single des Jahres (Record of the Year):
- Rolling in the Deep von Adele
- nominiert waren außerdem:
  - Holocene von Bon Iver
  - Grenade von Bruno Mars
  - The Cave von Mumford & Sons
  - Firework von Katy Perry

Album des Jahres (Album of the Year):
- 21 von Adele
- nominiert waren außerdem:
  - Wasting Light von den Foo Fighters
  - Born This Way von Lady Gaga
  - Doo-Wops & Hooligans von Bruno Mars
  - Loud von Rihanna

Song des Jahres (Song of the Year):
- Rolling in the Deep von Adele (Autoren: Adele Adkins, Paul Epworth)
- nominiert waren außerdem:
  - All of the Lights von Kanye West mit Rihanna, Kid Cudi & Fergie (Autoren: Jeff Bhasker, Malik Jones, Warren Trotter, Kanye West)
  - The Cave von Mumford & Sons (Autoren: Marcus Mumford, Winston Marshall, Ben Lovett, Ted Dwane)
  - Grenade von Bruno Mars (Autoren: Brody Brown, Claude Kelly, Philip Lawrence, Ari Levine, Bruno Mars, Andrew Wyatt)
  - Holocene von Bon Iver (Autor: Justin Vernon)

Bester neuer Künstler (Best New Artist):
- Bon Iver
- nominiert waren außerdem:
  - The Band Perry
  - J. Cole
  - Nicki Minaj
  - Skrillex

## Pop
Beste Pop-Solodarbietung (Best Pop Solo Performance):
- Someone like You von Adele
- nominiert waren außerdem:
  - Yoü and I von Lady Gaga
  - Firework von Katy Perry
  - Grenade von Bruno Mars
  - F**kin’ Perfect von Pink

Beste Popdarbietung eines Duos / einer Gruppe (Best Pop Duo/Group Performance):
- Body and Soul von Tony Bennett featuring Amy Winehouse
- nominiert waren außerdem:
  - Dearest von den Black Keys
  - Paradise von Coldplay
  - Pumped Up Kicks von Foster the People
  - Moves Like Jagger von Maroon 5 featuring Christina Aguilera

Bestes Instrumentalalbum – Pop (Best Pop Instrumental Album):
- The Road from Memphis von Booker T. Jones
- nominiert waren außerdem:
  - Wish Upon a Star von Jenny Oaks Baker
  - E Kahe Malie von Daniel Ho
  - Hello Tomorrow von Dave Koz
  - Setzer Goes Instru-Mental! von Brian Setzer

Bestes Gesangsalbum – Pop (Best Pop Vocal Album):
- 21 von Adele
- nominiert waren außerdem:
  - The Lady Killer von CeeLo Green
  - Born This Way von Lady Gaga
  - Doo-Wops & Hooligans von Bruno Mars
  - Loud von Rihanna

## Dance / Electronica
Beste Dance-Aufnahme (Best Dance Recording):
- Scary Monsters and Nice Sprites von Skrillex
- nominiert waren außerdem:
  - Raise Your Weapon von Deadmau5 & Greta Svabo Bech
  - Barbra Streisand von Duck Sauce
  - Sunshine von David Guetta & Avicii
  - Call Your Girlfriend von Robyn
  - Save the World von der Swedish House Mafia

Bestes Dance-/Electronica-Album (Best Dance/Electronica Album):
- Scary Monsters and Nice Sprites von Skrillex
- nominiert waren außerdem:
  - Zonoscope von Cut Copy
  - 4x4=12 von Deadmau5
  - Nothing but the Beat von David Guetta
  - Body Talk Pt. 3 von Robyn

## Traditioneller Pop
Bestes Gesangsalbum – Traditioneller Pop (Best Traditional Pop Vocal Album):
- Duets II von Tony Bennett und verschiedenen Interpreten
- nominiert waren außerdem:
  - The Gift von Susan Boyle
  - In Concert on Broadway von Harry Connick junior
  - Music Is Better Than Words von Seth MacFarlane
  - What Matters Most – Barbra Streisand Sings the Lyrics of Alan and Marilyn Bergman von Barbra Streisand

## Rock
Beste Rock-Darbietung (Best Rock Performance):
- Walk von den Foo Fighters
- nominiert waren außerdem:
  - Every Teardrop Is a Waterfall von Coldplay
  - Down by the Water von den Decemberists
  - The Cave von Mumford & Sons
  - Lotus Flower von Radiohead

Beste Hard-Rock-/Metal-Darbietung (Best Hard Rock/Metal Performance):
- White Limo von den Foo Fighters
- nominiert waren außerdem:
  - On the Backs of Angels von Dream Theater
  - Curl of the Burl von Mastodon
  - Public Enemy No. 1 von Megadeth
  - Blood in My Eyes von Sum 41

Bester Rocksong (Best Rock Song):
- Walk von den Foo Fighters (Autoren: Dave Grohl, Nate Mendel, Taylor Hawkins, Chris Shiflett, Pat Smear)
- nominiert waren außerdem:
  - The Cave von Mumford & Sons (Autoren: Marcus Mumford, Winston Marshall, Ben Lovett, Ted Dwane)
  - Down by the Water von den Decemberists (Autor: Colin Meloy)
  - Every Teardrop Is a Waterfall von Coldplay (Autoren: Chris Martin, Will Champion, Jonny Buckland, Guy Berryman)
  - Lotus Flower von Radiohead (Autoren: Thom Yorke, Jonny Greenwood, Colin Greenwood, Ed O’Brien, Phil Selway)

Bestes Rock-Album (Best Rock Album):
- Wasting Light von den Foo Fighters
- nominiert waren außerdem:
  - Rock 'n' Roll Party (Honoring Les Paul) von Jeff Beck
  - Come Around Sundown von den Kings of Leon
  - I'm with You von den Red Hot Chili Peppers
  - The Whole Love von Wilco

## Alternative
Bestes Alternative-Album (Best Alternative Music Album):
- Bon Iver von Bon Iver
- nominiert waren außerdem:
  - Codes and Keys von Death Cab for Cutie
  - Torches von Foster the People
  - Circuital von My Morning Jacket
  - The King of Limbs von Radiohead

## Rhythm & Blues
Beste R&B-Darbietung (Best R&B Performance):
- Is This Love von Corinne Bailey Rae
- nominiert waren außerdem:
  - Far Away von Marsha Ambrosius
  - Pieces of Me von Ledisi
  - Not My Daddy von Kelly Price featuring Stokley
  - You Are von Charlie Wilson

Beste Darbietung – Traditioneller R&B (Best Traditional R&B Performance):
- Fool for You von CeeLo Green featuring Melanie Fiona
- nominiert waren außerdem:
  - Sometimes I Cry von Eric Benét
  - Radio Message von R. Kelly
  - Good Man von Raphael Saadiq
  - Surrender von Betty Wright & The Roots

Bester R&B-Song (Best R&B Song):
- Fool for You von CeeLo Green featuring Melanie Fiona (Autoren: CeeLo Green, Jack Splash)
- nominiert waren außerdem:
  - Far Away von Marsha Ambrosius (Autoren: Marsha Ambrosius, Sterling Simms, Justin Smith)
  - Not My Daddy von Kelly Price featuring Stokley (Autor: Kelly Price)
  - Pieces of Me von Ledisi (Autoren: Charles Harmin, Claude Kelly, Ledisi Young)
  - You Are von Charlie Wilson (Autoren: Dennis Bettis, Carl M. Days junior, Wirlie Morris, Charlie Wilson, Mahin Wilson)

Bestes R&B-Album (Best R&B Album):
- F.A.M.E. von Chris Brown
- nominiert waren außerdem:
  - Second Chance von El DeBarge
  - Love Letter von R. Kelly
  - Pieces of Me von Ledisi
  - Kelly von Kelly Price

## Rap
Beste Rap-Darbietung (Best Rap Performance):
- Otis von Jay-Z featuring Kanye West
- nominiert waren außerdem:
  - Look at Me Now von Chris Brown featuring Busta Rhymes & Lil Wayne
  - The Show Goes On von Lupe Fiasco
  - Moment 4 Life von Nicki Minaj featuring Drake
  - Black and Yellow von Wiz Khalifa

Beste Zusammenarbeit – Rap/Gesang (Best Rap/Sung Collaboration):
- All of the Lights von Kanye West mit Rihanna, Kid Cudi & Fergie
- nominiert waren außerdem:
  - Party von Beyoncé featuring André 3000
  - I'm on One von DJ Khaled featuring Drake, Rick Ross & Lil Wayne
  - I Need a Doctor von Dr. Dre featuring Eminem & Skylar Grey
  - What’s My Name? von Rihanna featuring Drake
  - Motivation von Kelly Rowland featuring Lil Wayne

Bester Rap-Song (Best Rap Song):
- All of the Lights von Kanye West mit Rihanna, Kid Cudi & Fergie (Autoren: Jeff Bhasker, Malik Jones, Warren Trotter, Kanye West)
- nominiert waren außerdem:
  - Black and Yellow von Wiz Khalifa (Autoren: Mikkel Storleer Eriksen, Tor Erik Hermansen, Cameron Thomaz)
  - I Need a Doctor von Dr. Dre featuring Eminem & Skylar Grey (Autoren: Andre Young, Marshall Mathers III, Alexander Grant, Skylar Grey)
  - Look at Me Now von Chris Brown featuring Busta Rhymes & Lil Wayne (Autoren: Jean Baptiste, Chris Brown, Ryan Buendia, Trevor Smith, Dwayne Carter, Wesley Pentz)
  - Otis von Jay-Z featuring Kanye West (Autoren: Shawn Carter, Kanye West)
  - The Show Goes On von Lupe Fiasco (Autoren: Dustin William Brower, Jonathan Keith Brown, Daniel Johnson, Wasalu Muhammad Jaco)

Bestes Rap-Album (Best Rap Album):
- My Beautiful Dark Twisted Fantasy von Kanye West
- nominiert waren außerdem:
  - Watch the Throne von Jay-Z & Kanye West
  - Tha Carter IV von Lil Wayne
  - Lasers von Lupe Fiasco
  - Pink Friday von Nicki Minaj

## Country
Beste Country-Solodarbietung (Best Country Solo Performance):
- Mean von Taylor Swift
- nominiert waren außerdem:
  - Dirt Road Anthem von Jason Aldean
  - I'm Gonna Love You Through It von Martina McBride
  - Honey Bee von Blake Shelton
  - Mama's Song von Carrie Underwood

Beste Countrydarbietung eines Duos oder einer Gruppe (Best Country Duo/Group Performance):
- Barton Hollow von The Civil Wars
- nominiert waren außerdem:
  - Don't You Wanna Stay von Jason Aldean with Kelly Clarkson
  - You and Tequila von Kenny Chesney featuring Grace Potter
  - Are You Gonna Kiss Me or Not von Thompson Square

Bester Countrysong (Best Country Song):
- Mean von Taylor Swift (Autorin: Taylor Swift)
- nominiert waren außerdem:
  - Are You Gonna Kiss Me or Not von Thompson Square (Autoren: Jim Collins, David Lee Murphy)
  - God Gave Me You von Blake Shelton (Autor: Dave Barnes)
  - Just Fishin'  von Trace Adkins (Autoren: Casey Beathard, Monty Criswell, Ed Hill)
  - Threaten Me with Heaven von Vince Gill (Autoren: Vince Gill, Amy Grant, Will Owsley, Dillon O’Brian)
  - You and Tequila von Kenny Chesney featuring Grace Potter (Autoren: Matraca Berg, Deana Carter)

Bestes Countryalbum (Best Country Album):
- Own the Night von Lady Antebellum
- nominiert waren außerdem:
  - My Kinda Party von Jason Aldean
  - Chief von Eric Church
  - Red River Blue von Blake Shelton
  - Here for a Good Time von George Strait
  - Speak Now von Taylor Swift

## New Age
Bestes New-Age-Album (Best New Age Album):
- What's It All About von Pat Metheny
- nominiert waren außerdem:
  - Northern Seas von Al Conti
  - Gaia von Michael Brant DeMaría
  - Wind, Rock, Sea & Flame von Peter Kater
  - Instrumental Oasis, Vol. 6 von Zamora

## Jazz
Beste Solo-Jazzimprovisation (Best Improvised Jazz Solo):
- 500 Miles High von Chick Corea
- nominiert waren außerdem:
  - All or Nothing at All von Randy Brecker
  - You Are My Sunshine von Ron Carter
  - Work von Fred Hersch
  - Sonnymoon for Two von Sonny Rollins

Bestes Jazz-Gesangsalbum (Best Jazz Vocal Album):
- The Mosaic Project von Terri Lyne Carrington und verschiedenen Interpreten
- nominiert waren außerdem:
  - ’Round Midnight von Karrin Allyson
  - The Gate von Kurt Elling
  - American Road von Tierney Sutton
  - The Music of Randy Newman von Roseanna Vitro

Bestes Jazz-Instrumentalalbum (Best Jazz Instrumental Album):
- Forever von Corea, Clarke & White
- nominiert waren außerdem:
  - Bond: The Paris Sessions von Gerald Clayton
  - Alone at the Vanguard von Fred Hersch
  - Bird Songs von Joe Lovano & Us Five
  - Road Shows Vol. 2 von Sonny Rollins
  - Timeline von den Yellowjackets

Bestes Album eines Jazz-Großensembles (Best Large Jazz Ensemble Album):
- The Good Feeling von der Christian McBride Big Band
- nominiert waren außerdem:
  - The Jazz Ballad Song Book von Randy Brecker with the DR Big Band
  - 40 Acres and a Burro von Arturo O’Farrill & the Afro Latin Jazz Orchestra
  - Legacy vom Gerald Wilson Orchestra
  - Alma adentro: The Puerto Rican Songbook von Miguel Zenón

## Gospel / Christliche Popmusik
Beste Darbietung Gospel / christliche Popmusik (Best Gospel/Contemporary Christian Music Performance):
- Jesus von Le'Andria Johnson
- nominiert waren außerdem:
  - Do Everything von Steven Curtis Chapman
  - Alive (Mary Magdalene) von Natalie Grant
  - Your Love von Brandon Heath
  - I Lift My Hands von Chris Tomlin

Bester Gospelsong (Best Gospel Song):
- Hello Fear von Kirk Franklin (Autor: Kirk Franklin)
- nominiert waren außerdem:
  - Sitting with Me von Mary Mary (Autoren: Erica Campbell, Tina Campbell, Gerald Haddon, Tammi Haddon)
  - Spiritual von Donald Lawrence & Co. featuring Blanche McAllister-Dykes (Autor: Donald Lawrence)
  - Trust Me von Richard Smallwood & Vision (Autor: Richard Smallwood)
  - Window von Canton Jones (Autor: Canton Jones)

Bester Song der christlichen Popmusik (Best Contemporary Christian Music Song):
- Blessings von Laura Story (Autorin: Laura Story)
- nominiert waren außerdem:
  - Hold Me von Jamie Grace featuring TobyMac (Autoren: Jamie Grace Harper, Toby McKeehan, Christopher Stevens)
  - I Lift My Hands von Chris Tomlin (Autoren: Louie Giglio, Matt Maher, Chris Tomlin)
  - Strong Enough von Matthew West (Autor: Matthew West)
  - Your Love von Brandon Heath & Jason Ingram (Autor: Brandon Heath)

Bestes Gospel-Album (Best Gospel Album):
- Hello Fear von Kirk Franklin
- nominiert waren außerdem:
  - The Love Album von Kim Burrell
  - The Journey von Andraé Crouch
  - Something Big von Mary Mary
  - Angel & Chanelle Deluxe Edition von Trin-I-Tee 5:7

Bestes Album der christlichen Popmusik (Best Contemporary Christian Music Album):
- And If Our God Is for Us... von Chris Tomlin
- nominiert waren außerdem:
  - Ghosts upon the Earth von Gungor
  - Leaving Eden von Brandon Heath
  - The Great Awakening von Leeland
  - What If We Were Real von Mandisa
  - Black & White von Royal Tailor

## Latin
Bestes Latin-Pop-, Rock- oder Urban-Album (Best Latin Pop, Rock or Urban Album):
- Drama y luz von Maná
- nominiert waren außerdem:
  - Entren los que quieran von Calle 13
  - Entre la ciudad y el mar von Gustavo Galindo
  - Nuestra von La Vida Bohème
  - Not so Commercial von den Amigos Invisibles

Bestes regionales mexikanisches oder Tejano-Album (Best Regional Mexican or Tejano Album):
- Bicentenario von Pepe Aguilar
- nominiert waren außerdem:
  - Órale von den Marichi Divas de Cindy Shea
  - Amor a la música von Mariachi los Arrieros del Valle
  - Eres un farsante von Paquita la del Barrio
  - Huevos rancheros von Joan Sebastian

Bestes Banda- oder Norteño-Album (Best Banda or Norteño Album):
- Los Tigres del Norte and Friends von den Tigres del Norte
- nominiert waren außerdem:
  - Estaré mejor von El Güero y su Banda Centenario
  - Intocable 2011 von Intocable
  - El árbol von Los Tucanes de Tijuana
  - No vengo a ver si puedo... si por que puedo vengo von Michael Salgado

Bestes Tropical-Latinalbum (Best Tropical Latin Album):
- The Last Mambo von Cachao
- nominiert waren außerdem:
  - Homenaje a los Rumberos von Edwin Bonilla
  - Mongorama von José Rizo's Mongorama

## American Roots
Bestes Americana-Album (Best Americana Album):
- Ramble at the Ryman von Levon Helm
- nominiert waren außerdem:
  - Emotional Jukebox von Linda Chorney
  - Pull Up Some Dust and Sit Down von Ry Cooder
  - Hard Bargain von Emmylou Harris
  - Blessed von Lucinda Williams

Bestes Bluegrass-Album (Best Bluegrass Album):
- Paper Airplane von Alison Krauss & Union Station
- nominiert waren außerdem:
  - Reason and Rhyme: Bluegrass Songs by Robert Hunter & Jim Lauderdale von Jim Lauderdale
  - Rare Bird Alert von Steve Martin and the Steep Canyon Rangers
  - Old Memories: The Songs of Bill Monroe von der Del McCoury Band
  - A Mother's Prayer von Ralph Stanley
  - Sleep with One Eye Open von Chris Thile & Michael Daves

Bestes Blues-Album (Best Blues Album):
- Revelator von der Tedeschi Trucks Band
- nominiert waren außerdem:
  - Low Country Blues von Gregg Allman
  - Roadside Attractions von Marcia Ball
  - Man in Motion von Warren Haynes
  - The Reflection von Keb’ Mo’

Bestes Folkalbum (Best Folk Album):
- Barton Hollow von The Civil Wars
- nominiert waren außerdem:
  - I'll Never Get out of This World Alive von Steve Earle
  - Helplessness Blues von den Fleet Foxes
  - Ukulele Songs von Eddie Vedder
  - The Harrow & the Harvest von Gillian Welch

Bestes Album mit Musik mit regionalen Wurzeln (Best Regional Roots Music Album):
- Rebirth of New Orleans von der Rebirth Brass Band
- nominiert waren außerdem:
  - Can't Sit Down von C. J. Chenier
  - Wao Akua - The Forest of the Gods von George Kahumoku junior
  - Grand Isle von Steve Riley and the Mamou Playboys
  - Not Just Another Polka von Jimmy Sturr & His Orchestra

## Reggae
Bestes Reggae-Album (Best Reggae Album):
- Revelation Pt. 1: The Root of Life von Stephen Marley
- nominiert waren außerdem:
  - Harlem-Kingston Express Live! von Monty Alexander
  - Reggae Knights von Israel Vibration
  - Wild and Free von Ziggy Marley
  - Summer in Kingston von Shaggy

## Weltmusik
Bestes Weltmusikalbum (Best World Music Album):
- Tassili von Tinariwen
- nominiert waren außerdem:
  - AfroCubism von AfroCubism
  - Africa for Africa von Femi Kuti
  - Songs from a Zulu Farm von Ladysmith Black Mambazo

## Für Kinder
Bestes Kinderalbum (Best Children’s Album):
- All About Bullies... Big and Small von verschiedenen Interpreten (Produzenten: James Cravero, Gloria Domina, Kevin Mackie, Steve Pullara, Patrick Robinson)
- nominiert waren außerdem:
  - Are We There Yet? von der Papa Hugs Band
  - Fitness Rock & Roll von Miss Amy
  - GulfAlive von The Banana Plant
  - I Love: Tom T. Hall's Songs of Fox Hollow von verschiedenen Interpreten (Produzenten: Eric Brace, Peter Cooper)

## Sprache
Bestes gesprochenes Album (Best Spoken Word Album):
- If You Ask Me (And of Course You Won't) von Betty White
- nominiert waren außerdem:
  - Bossypants von Tina Fey
  - Fab Fan Memories - The Beatles Bond von verschiedenen Interpreten (Produzenten: Nathan Burbank, Bryan Cumming, Dennis Scott, David Toledo)
  - Hamlet (Oregon Shakespeare Festival) von Dan Donohue und verschiedenen Interpreten
  - The Mark of Zorro von Val Kilmer & Cast

## Comedy
Bestes Comedyalbum (Best Comedy Album):
- Hilarious von Louis C.K.
- nominiert waren außerdem:
  - Alpocalypse von Weird Al Yankovic
  - Finest Hour von Patton Oswalt
  - Kathy Griffin: 50 & Not Pregnant von Kathy Griffin
  - Turtleneck & Chain von Lonely Island

## Musical-Theater
Bestes Musical-Theater-Album (Best Musical Theater Album):
- The Book of Mormon von der Original Broadway Cast mit Josh Gad und Andrew Rannells (Produzenten: Anne Garefino, Robert Lopez, Stephen Oremus, Trey Parker, Scott Rudin, Matt Stone; Text und Musik: Robert Lopez, Trey Parker, Matt Stone)
- nominiert waren außerdem:
  - Anything Goes von der New Broadway Cast mit Sutton Foster und Joel Grey (Produzenten: Rob Fisher, James Lowe, Joel Moss; Text und Musik: Cole Porter)
  - How to Succeed in Business Without Really Trying von der 2011 Broadway Cast mit John Larroquette und Daniel Radcliffe (Produzent: Robert Sher; Text und Musik: Frank Loesser)

## Musik für visuelle Medien
Bester zusammengestellter Soundtrack für visuelle Medien (Best Compilation Soundtrack for Visual Media):
- Boardwalk Empire: Volume 1 von verschiedenen Interpreten
- nominiert waren außerdem:
  - Burlesque von Christina Aguilera
  - Glee: The Music, Volume 4 von den Glee-Darstellern
  - Tangled von verschiedenen Interpreten
  - True Blood: Volume 3 von verschiedenen Interpreten

Bester komponierter Soundtrack für visuelle Medien (Best Score Soundtrack for Visual Media):
- The King’s Speech, Komponist: Alexandre Desplat
- nominiert waren außerdem:
  - Black Swan, Komponist: Clint Mansell
  - Harry Potter and the Deathly Hallows Part 2, Komponist: Alexandre Desplat
  - The Shrine, Komponist: Ryan Shore
  - Tron: Legacy, Komponist: Daft Punk

Bester Song geschrieben für visuelle Medien (Best Song Written for Visual Media):
- I See the Light von Mandy Moore & Zachary Levi (aus Tangled; Autoren: Alan Menken, Glenn Slater)
- nominiert waren außerdem:
  - Born to Be Somebody von Justin Bieber (aus Never Say Never; Autor: Diane Warren)
  - Christmastime Is Killing Us von Danny Smith, Ron Jones & Seth MacFarlane (aus Family Guy; Autoren: Ron Jones, Seth MacFarlane, Danny Smith)
  - So Long von Zooey Deschanel & M. Ward (aus Winnie the Pooh, Autor: Zooey Deschanel)
  - Where the River Goes von Zac Brown (aus Footloose; Autoren: Zac Brown, Wyatt Durrette, Drew Pearson, Anne Preven)
  - You Haven't Seen the Last of Me von Cher (aus Burlesque; Autor: Diane Warren)

## Komposition/Arrangement
Beste Instrumentalkomposition (Best Instrumental Composition):
- Life in Eleven von Béla Fleck & the Flecktones (Komponisten: Béla Fleck, Howard Levy)
- nominiert waren außerdem:
  - Falling Men von John Hollenbeck, Daniel Yvinec & Orchestre National de Jazz (Komponist: John Hollenbeck)
  - Hunting Wabbits 3 von Gordon Goodwin’s Big Phat Band (Komponist: Gordon Goodwin)
  - I Talk to the Trees von Randy Brecker with the DR Big Band (Komponist: Randy Brecker)
  - Timeline von den Yellowjackets (Komponist: Russell Ferrante)

Bestes Instrumentalarrangement (Best Instrumental Arrangement):
- Rhapsody in Blue von Gordon Goodwin’s Big Phat Band (Arrangeur: Gordon Goodwin)
- nominiert waren außerdem:
  - All or Nothing at All von Randy Brecker with the DR Big Band (Arrangeur: Peter Jensen)
  - In the Beginning von der Clare Fischer Big Band (Arrangeur: Clare Fischer)
  - Nasty Dance vom Vanguard Jazz Orchestra (Arrangeur: Bob Brookmeyer)
  - Song Without Words von Carlos Franzetti & Allison Brewster Franzetti (Arrangeur: Carlos Franzetti)

Bestes Instrumentalarrangement mit Gesangsbegleitung (Best Instrumental Arrangement Accompanying Vocalist(s)):
- Who Can I Turn To (When Nobody Needs Me) von Tony Bennett & Queen Latifah (Arrangeur: Jorge Calandrelli)
- nominiert waren außerdem:
  - Ao mar von Vince Mendoza (Arrangement: Vince Mendoza)
  - Moon over Bourbon Street von Sting und dem Royal Philharmonic Concert Orchestra (Arrangeur: Rob Mathes)
  - On Broadway von der Tierney Sutton Band (Arrangeure: Kevin Axt, Ray Brinker, Trey Henry, Christian Jacob, Tierney Sutton)
  - The Windmills of Your Mind von Barbra Streisand (Arrangeur: William A. Ross)

## Handwerkliches
Bestes Aufnahme-Paket (Best Recording Package):
- Scenes from the Suburbs von Arcade Fire (Künstlerischer Leiter: Vincent Morisset)
- nominiert waren außerdem:
  - Chickenfoot III von Chickenfoot (Künstlerischer Leiter: Todd Gallopo)
  - Good Luck & True Love von Reckless Kelly (Künstlerische Leiter: Sarah Dodds, Shauna Dodds)
  - Rivers and Homes von J. Viewz (Künstlerischer Leiter: Jonathan Dagan)
  - Watch the Throne von Jay-Z & Kanye West (Künstlerischer Leiter: Virgil Abloh)

Beste Box oder limitierte Sonderausgabe (Best Boxed/Special Limited Edition):
- The Promise: The Darkness on the Edge of Town Story von Bruce Springsteen (Künstlerische Leiter: Dave Bett, Michelle Holme)
- nominiert waren außerdem:
  - The King of Limbs von Radiohead (Künstlerische Leiter: Donald Twain, Zachariah Wildwood)
  - 25th Anniversary Music Box von Danny Elfman & Tim Burton (Künstlerische Leiter: Matt Taylor, Ellen Wakayama)
  - 25 Years von Sting (Künstlerischer Leiter: James Spindler)
  - Wingless Angels - Deluxe Edition von den Wingless Angels (Künstlerischer Leiter: David Gorman)

Bester Album-Begleittext (Best Album Notes):
- Hear Me Howling! Blues, Ballads & Beyond as Recorded by the San Francisco Bay by Chris Strachwitz in the 1960s von verschiedenen Interpreten (Verfasser: Adam Machado)
- nominiert waren außerdem:
  - The Bang Years 1966-1968 von Neil Diamond (Verfasser: Neil Diamond)
  - The Bristol Sessions, 1927-1928: The Big Bang of Country Music von verschiedenen Interpreten (Verfasser: Ted Olson, Tony Russell)
  - Complete Mythology von Syl Johnson (Verfasser: Ken Shipley)
  - The Music City Story: Street Corner Doo Wop, Raw R&B and Soulful Sounds from Berkeley, California 1950-75 von verschiedenen Interpreten (Verfasser: Alec Palao)

Bestes historisches Album (Best Historical Album):
- Band on the Run (Paul McCartney Archive Collection - Deluxe Edition) von Paul McCartney & Wings (Produzent der Zusammenstellung: Paul McCartney; Technik: Sam Okell, Steve Rooke)
- nominiert waren außerdem:
  - The Bristol Sessions, 1927-1928: The Big Bang of Country Music von verschiedenen Interpreten (Produzenten der Zusammenstellung: Christopher C. King, Ted Olson; Technik: Christopher C. King, Chris Zwarg)
  - Complete Mythology von Syl Johnson (Produzenten der Zusammenstellung: Tom Lunt, Rob Sevier, Ken Shipley; Technik: Jeff Lipton)
  - Hear Me Howling! Blues, Ballads & Beyond as Recorded by the San Francisco Bay by Chris Strachwitz in the 1960s von verschiedenen Interpreten (Produzenten der Zusammenstellung: Chris Strachwitz; Technik: Mike Cogan)
  - Young Man with the Big Beat: The Complete `56 Elvis Presley Masters von Elvis Presley (Produzenten der Zusammenstellung: Ernst Mikael Jorgensen; Technik: Vic Anesini)

## Produktion
Beste Abmischung eines Albums (ohne Klassik) (Best Engineered Album, Non-Classical):
- Paper Airplane von Alison Krauss & Union Station (Technik: Mike Shipley, Brad Blackwood)
- nominiert waren außerdem:
  - Follow Me Down von Sarah Jarosz (Technik: Brandon Bell, Gary Paczosa, Sangwook Nam, Doug Sax)
  - The Harrow & the Harvest von Gillian Welch (Technik: Matt Andrews, Stephen Marcussen)
  - Music Is Better Than Words von Seth MacFarlane (Technik: Rich Breen, Frank Filipetti, Bob Ludwig)
  - The Next Right Thing von Seth Glier (Technik: Kevin Killen, Brendan Muldowney, John Shyloski)

Produzent des Jahres (ohne Klassik) (Producer of the Year (Non-Classical)):
- Paul Epworth
- nominiert waren außerdem:
  - Danger Mouse
  - The Smeezingtons
  - Ryan Tedder
  - Butch Vig

Beste Remix-Aufnahme (Best Remixed Recording):
- Cinema von Benny Benassi, Skrillex Remix (von Sonny Moore)
- nominiert waren außerdem:
  - Collide von Leona Lewis, Afrojack Remix (von Afrojack)
  - End of Line von Daft Punk, Photek Remix (von Rupert Parkes)
  - Only Girl (In the World) von Rihanna, Rosabel Club Mix (von Abel Aguilera & Ralphi Rosario)
  - Rope von den Foo Fighters, Deadmau5 Mix (von Deadmau5)

Bestes Raumklang-Album (Best Surround Sound Album):
- Layla and Other Assorted Love Songs (Super Deluxe Edition) von Derek and the Dominos (Technik: Elliot Scheiner, Bob Ludwig, Bill Levenson)
- nominiert waren außerdem:
  - An Evening with Dave Grusin von verschiedenen Interpreten (Technik: Frank Filipetti, Eric Schilling, Phil Ramone)
  - Grace for Drowning von Steven Wilson (Technik: Steven Wilson, Paschal Byrne)
  - Kind vom Ensemble 96 und dem Nidaros String Quartet unter Leitung von Kjetil Almenning (Technik: Morten Lindberg)
  - Louis Spohr: Streichsextett C-Dur op. 140 und Nonett F-Dur op. 31 von der Camerata Freden (Technik: Andreas Spreer)

Beste Abmischung eines Albums – klassische Musik (Best Engineered Album, Classical):
- Robert Aldridge : Elmer Gantry von Keith Phares, Patricia Risley, Vale Rideout, Frank Kelley, Heather Buck und dem Florentine Opera Chorus & Milwaukee Symphony Orchestra unter Leitung von William Boggs (Technik: Byeong-Joon Hwang, John Newton, Jesse Lewis)
- nominiert waren außerdem:
  - Alexander Glasunow: Alle Konzerte von Alexey Serov, Wen-Sinn Yang, Alexander Romanovsky, Rachel Barton Pine, Marc Chisson und dem Russischen Nationalorchester unter Leitung von José Serebrier (Technik: Richard King)
  - Steven Mackey: Lonely Motel - Music from Slide von Rinde Eckert, Steven Mackey und Eighth Blackbird (Technik: Tom Lazarus, Bill Maylone, Joe Lambert)
  - Sergei Rachmaninow: Klavierkonzert Nr. 3 und Nr. 4 von Leif Ove Andsnes und dem London Symphony Orchestra unter Leitung von Antonio Pappano (Technik: Arne Akselberg)
  - Mieczysław Weinberg: Sinfonie Nr. 3 und Suite Nr. 4 aus „Der goldene Schlüssel“ von den Göteborger Symphonikern unter Leitung von Thord Svedlund (Technik: Torbjörn Samuelsson)

Produzent des Jahres – klassische Musik (Producer of the Year, Classical):
- Judith Sherman
- nominiert waren außerdem:
  - Blanton Alspaugh
  - Manfred Eicher
  - David Frost
  - Peter Rutenberg

## Klassische Musik
Beste Orchesterdarbietung (Best Orchestral Performance):
- Johannes Brahms: Sinfonie Nr. 4 vom Los Angeles Philharmonic Orchestra unter Leitung von Gustavo Dudamel
- nominiert waren außerdem:
  - York Bowen: Sinfonie Nr. 1 und Nr. 2 vom BBC Philharmonic unter Leitung von Andrew Davis
  - Joseph Haydn: Sinfonien 104, 88 und 101 vom Philharmonia Baroque Orchestra unter Leitung von Nicholas McGegan
  - Hans Werner Henze: Sinfonien Nr. 3 - 5 vom Rundfunk-Sinfonieorchester Berlin unter Leitung von Marek Janowski
  - Bohuslav Martinů: Die 6 Sinfonien vom BBC Symphony Orchestra unter Leitung von Jirí Belohlávek

Beste Opernaufnahme (Best Opera Recording):
- John Adams: Doctor Atomic von Meredith Arwady, Sasha Cooke, Richard Paul Fink, Gerald Finley, Thomas Glenn, Eric Owens und dem Metropolitan Opera Orchester und Chor unter Leitung von Alan Gilbert (Produzent: Jay David Saks)
- nominiert waren außerdem:
  - Benjamin Britten: Billy Budd von John Mark Ainsley, Phillip Ens, Jacques Imbrailo, Darren Jeffery, Iain Paterson, Matthew Rose und dem London Philharmonic Orchestra und Glyndebourne Chorus unter Leitung von Mark Elder (Produzent: James Whitbourn)
  - Einojuhani Rautavaara: Kaivos von Jaakko Kortekangas, Hannu Niemelä, Johanna Rusanen-Kartano, Mati Turi und der Tampere Philharmonie und dem Kaivos-Chor unter Leitung von Hannu Lintu (Produzent: Seppo Siirala)
  - Giuseppe Verdi: La traviata von Joseph Calleja, Renée Fleming, Thomas Hampson und dem Orchester und Chor des Royal Opera House unter Leitung von Antonio Pappano (Produzent: James Whitbourn)
  - Antonio Vivaldi: Ercole sul Termodonte von Romina Basso, Patrizia Ciofi, Diana Damrau, Joyce DiDonato, Vivica Genaux, Philippe Jaroussky, Topi Lehtipuu, Rolando Villazón und Europa Galante und dem Coro da Camera Santa Cecilia di Borgo San Lorenzo unter Leitung von Fabio Biondi (Produzent: Daniel Zalay)

Beste Chordarbietung (Best Choral Performance):
- Light & Gold von Christopher Glynn, Hila Plitmann und den King’s Singers, Laudibus, dem Pavão Quartet und den Eric Whitacre Singers unter Leitung von Eric Whitacre
- nominiert waren außerdem:
  - Beyond All Mortal Dreams - American A Cappella vom Chor des Trinity College Cambridge unter Leitung von Stephen Layton
  - Johannes Brahms: Ein deutsches Requiem op. 45 von Justin Blackwell, Scott Allen Jarrett, Paul Max Tipton, Teresa Wakim und dem Professional Choral Institute und Seraphic Fire unter Leitung von Patrick Dupré Quigley, Chorleiter James K. Bass
  - Kind vom Ensemble 96 und dem Nidaros String Quartet unter Leitung von Kjetil Almenning
  - The Natural World of Pelle Gudmundsen-Holmgreen von Ars Nova Copenhagen unter Leitung von Paul Hillier

Beste Darbietung eines Kleinensembles (Best Small Ensemble Performance):
- Steven Mackey: Lonely Motel - Music from Slide von Rinde Eckert, Steven Mackey und Eighth Blackbird
- nominiert waren außerdem:
  - Gabriela Lena Frank: Hilos von Gabriela Lena Frank und dem ALIAS Chamber Ensemble
  - The Kingdoms of Castille von El Mundo unter Leitung von Richard Savino
  - A Seraphic Fire Christmas von Seraphic Fire unter Leitung von Patrick Dupré Quigley
  - Sound the Bells! von The Bay Brass

Bestes klassisches Instrumentalsolo (Best Classical Instrumental Solo):
- Joseph Schwantner: Concerto for Percussion & Orchestra von Christopher Lamb mit der Nashville Symphony unter Leitung von Giancarlo Guerrero
- nominiert waren außerdem:
  - Chinese Recorder Concertos - East Meets West von Michala Petri mit dem Copenhagen Philharmonic unter Leitung von Lan Shui
  - Sergei Rachmaninow: Klavierkonzert Nr. 2 in C-Moll op. 18; Rhapsody on a Theme of Paganini von Yuja Wang mit dem Mahler Chamber Orchestra unter Leitung von Claudio Abbado
  - Sergei Rachmaninow: Klavierkonzerte Nr. 3 und 4 von Leif Ove Andsnes mit dem London Symphony Orchestra unter Leitung von Antonio Pappano
  - Winging It - Piano Music of John Corigliano von Ursula Oppens

Bestes klassisches Gesangssolo (Best Classical Vocal Solo):
- Diva Divo von Joyce DiDonato mit dem Orchester und Chor der Opéra National de Lyon unter Leitung von Kazushi Ōno
- nominiert waren außerdem:
  - Edvard Grieg/Olav Anton Thommessen: Veslemøy synsk von Marianne Beate Kielland mit Nils Anders Mortensen
  - Georg Friedrich Händel: Cleopatra von Natalie Dessay mit Le Concert d’Astrée unter Leitung von Emmanuelle Haïm
  - Henry Purcell: O Solitude von Andreas Scholl mit Christophe Dumaux und der Accademia Bizantina unter Leitung von Stefano Montanari
  - Three Baroque Tenors von Ian Bostride mit Mark Bennett, Andrew Clarke, Sophie Daneman, Alberto Grazzi, Jonathan Gunthorpe, Benjamin Hulett, Madeline Shaw und The English Concert unter Leitung von Bernard Labadie

Beste zeitgenössische klassische Komposition (Best Contemporary Classical Composition):
- Elmer Gantry von Robert Aldridge und Herschel Garfein
- nominiert waren außerdem:
  - The Ghosts of Alhambra von George Crumb
  - String Quartet No. 3 von Jefferson Friedman
  - Lonely Motel - Music from Slide von Steven Mackey
  - Klavierkonzert Nr. 2 von Poul Ruders

## Musikvideo
Bestes Musik-Kurzvideo (Best Short Form Music Video):
- Rolling in the Deep von Adele (Regie: Sam Brown; Produzent: Hannah Chandler)
- nominiert waren außerdem:
  - Yes I Know von den Memory Tapes (Produzent und Regisseur: Eric Epstein)
  - All Is Not Lost von OK Go (Regie: Itamar Kubovy, Damian Kulash junior, Trish Sie; Produzent: Shirley Moyers)
  - Lotus Flower von Radiohead (Produzent und Regisseur: Garth Jennings)
  - First of the Year (Equinox) von Skrillex (Regie: Tony Truand; Produzent: Noah Klein)
  - Perform This Way von Weird Al Yankovic (Regie: Weird Al Yankovic; Produzent: Cisco Newman)

Bestes Musik-Langvideo (Best Long Form Music Video):
- Foo Fighters: Back and Forth von den Foo Fighters (Regie: James Moll; Produzenten: James Moll, Nigel Sinclair)
- nominiert waren außerdem:
  - I Am... World Tour von Beyoncé (Regie: Ed Burke, Frank Gatson Jr., Beyoncé Knowles; Produzenten: Camille Yorrick, Beyoncé Knowles)
  - Talihina Sky: The Story of Kings of Leon von Kings of Leon (Regie: Stephen C. Mitchell; Produzent: Casey McGrath)
  - Beats, Rhymes & Life: The Travels of a Tribe Called Quest von A Tribe Called Quest (Regie: Michael Rapaport; Produzenten: Robert Benavides, Debra Koffler, Eric Matthies, Frank Mele, Edward Parks, A Tribe Called Quest)
  - Nine Types of Light von TV on the Radio (Regie: Tunde Adebimpe; Produzenten: Michelle An, Braj)

## Auszeichnungen für besondere Verdienste (Special Merits Awards)

### Grammy Lifetime Achievement Award
- The Allman Brothers Band
- Glen Campbell
- Antônio Carlos Jobim
- Roy Haynes
- George Jones
- The Memphis Horns
- Diana Ross
- Gil Scott-Heron

### Weitere

#### Trustees Award
- - Dave Bartholomew
  - Steve Jobs
  - Rudy Van Gelder

#### Technical Grammy Award
- - Roger Nichols
  - Celemony Software

- MusiCares Person of the Year: Paul McCartney
- President’s Merit Award: Sir Richard Branson[3]